# Laufkarre

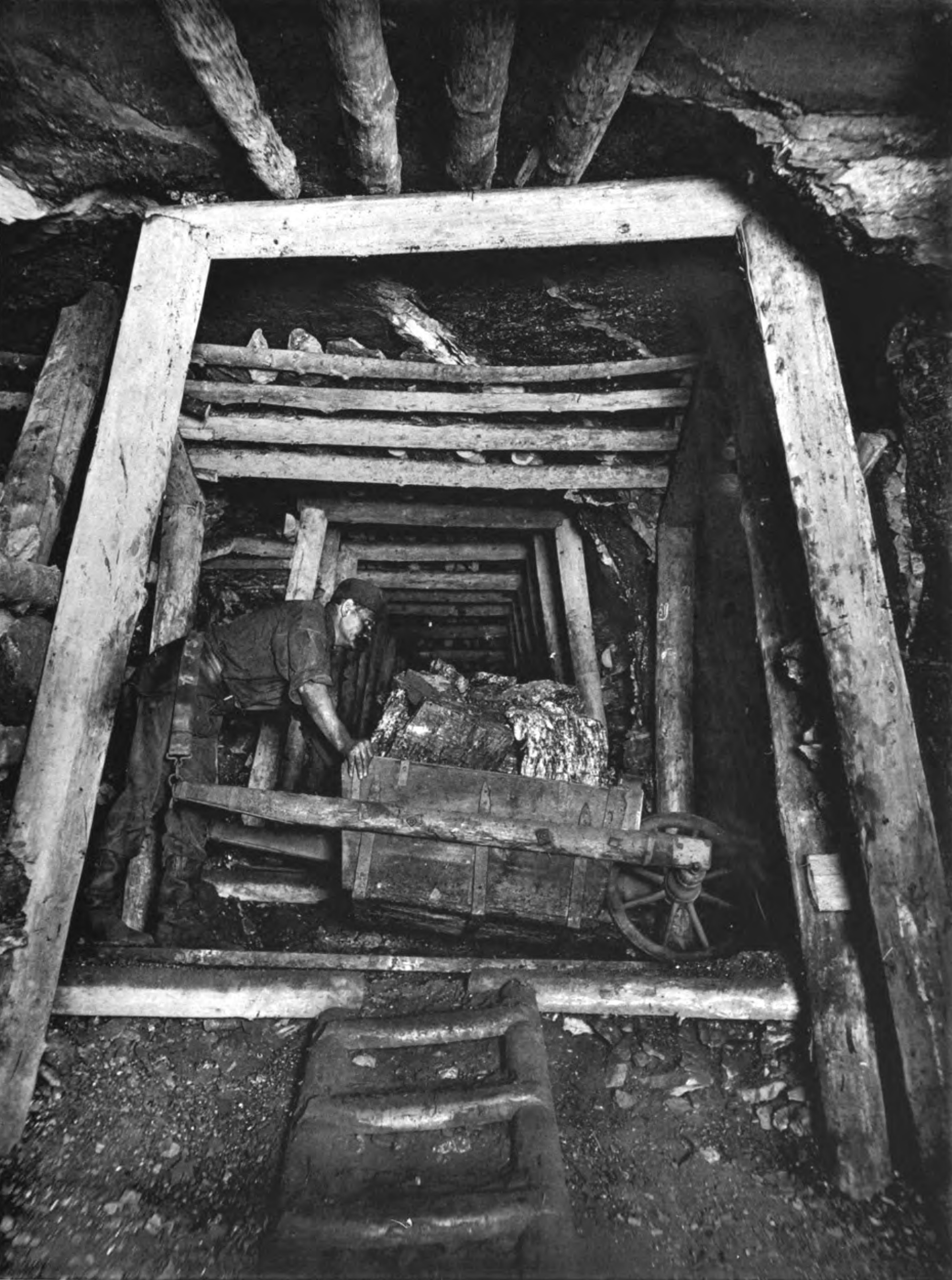
Förderung mit Laufkarre (1894)

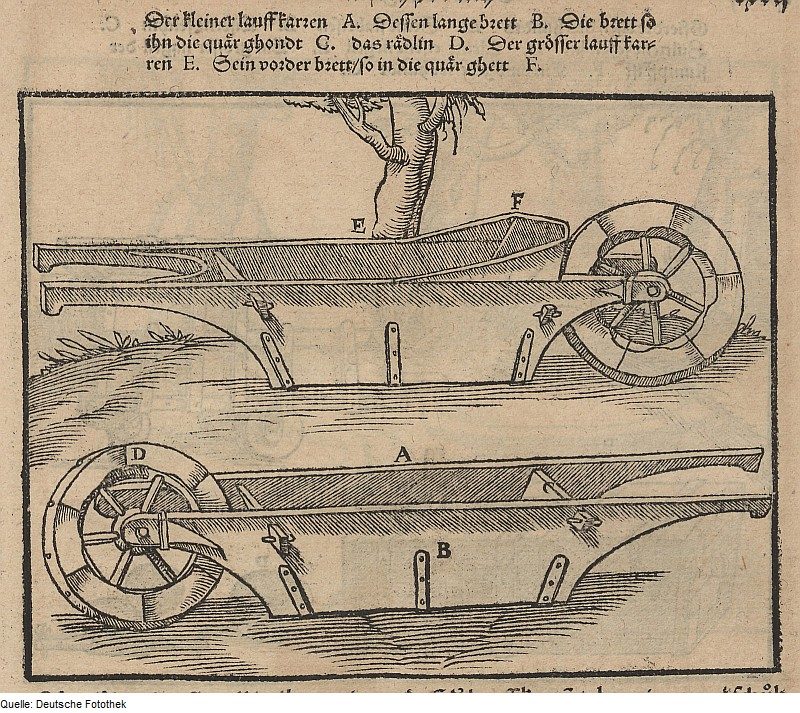
Laufkarre nach Agricola

Die Laufkarre, auch Laufkarren, ist eine besondere Form der Schubkarre, die im Bergbau zur Streckenförderung eingesetzt wurde. Im Erzbergbau wurde die Karre Kreuzkarre genannt, da der Bergmann, der die Karre schob, die Haltegurte (Sielzeug) um sein „Kreuz“ legte. 

## Grundlagen
Mit der Laufkarre wurde in den Anfängen des Ruhrbergbaus die Kohle von der Zeche bis zur Kohlenniederlage befördert. Je nach Beschaffenheit des Untergrundes wurden Laufbretter ausgelegt, der sogenannte „Schiebeweg“. Im Gegensatz zur Schubkarre wurde die Karre nicht mit den Händen gehoben und geschoben, sondern mittels eines breiten Gurtes, welcher über die Schultern gelegt wurde. Die Hände dienten nur dazu, die Karre im Gleichgewicht zu halten und Lenkkorrekturen durchzuführen. Der Arbeiter, der die Laufkarre zu schieben hatte, wurde als Karrenläufer bezeichnet. Später wurde die Laufkarre als Fördergefäß durch den Hunt verdrängt. In Sachsen ist Laufkarre der regionale Ausdruck für Schubkarre.

## Aufbau

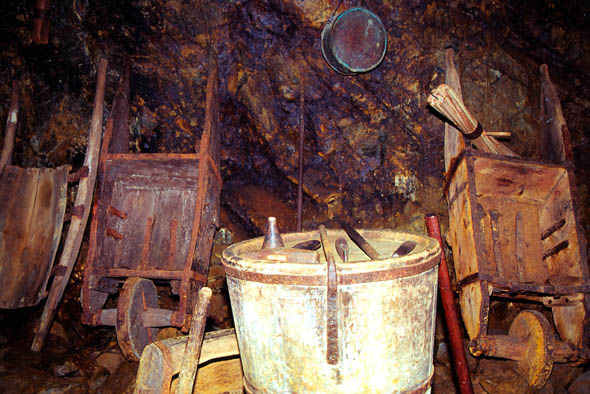
Laufkarren im Bergwerk Falun

Die Laufkarre besteht aus einem Kasten mit geraden oder geneigten Seitenbrettern. An dem Kasten sind an beiden Seitenwänden die sogenannten Karrenschenkel oder Karrenbäume angebracht. Die Schenkel sind entweder aus starken Pfählen hergestellt und mit den Seitenbrettern verschraubt oder mit den Seitenbrettern aus einem Stück hergestellt. Bei der ersteren Variante lassen sich eventuell beschädigte Karrenschenkel einfacher auswechseln. An der vorderen Seite ist ein Rad angebracht, das aus Gussstahl oder Schmiedeeisen besteht. Es gibt auch Karren, bei denen das Rad aus Holz besteht, das mit einem Radreifen aus Eisen verstärkt ist. Der Durchmesser des Rades ist in den jeweiligen Bergbaurevieren unterschiedlich, er liegt zwischen 41 und 55 Zentimetern. Im mechanischen Sinn bildet der Laufkarren einen einarmigen Hebel; das Rad bildet den beweglichen Stützpunkt. In den Braunkohlegruben von Eggersdorf wurden Karren aus Eisenblech verwendet. In Sachsen gab es sogenannte Bockkarren mit abnehmbaren Gefäßen.

## Rauminhalt
Der Rauminhalt der Karren war unterschiedlich und davon abhängig welches spezifische Gewicht das Fördergut hatte. Oftmals wurde der Grundkasten klein gebaut und ließ sich durch Aufsatzbretter vergrößern. In den sächsischen Bergwerken wurden zur Erzförderung Karren mit einem Rauminhalt von rund 90 Litern verwendet; das Gewicht der Last betrug dabei bis zu zwei Zentner. In den Silber-, Kobalt- und Bleibergwerken in Freiberg hatten die Karren ein Fassungsvermögen von rund 27 Liter. In Kohlebergwerken hatten die Karren Rauminhalte zwischen 70 und 145 Liter. Damit wurden jeweils ein bis zwei Zentner Braunkohle befördert. In den Steinkohlebergwerken im Saarland wurden mit den Laufkarren zwischen 2,5 und 3 Zentner Steinkohle befördert.